# Dacia Dokker
La Dacia Dokker è un multispazio prodotto dalla Dacia dal 2013 al 2021.

## Il contesto
La vettura viene costruita a Tangeri in Marocco dove già viene costruita anche la Lodgy con cui il Dokker condivide varie parti. Dacia Dokker è caratterizzato da grande capacità di carico ed economicità di utilizzo.
Dacia Dokker esiste anche nella variante commerciale van-furgonetta per il trasporto merci.
Nelle prime prese di contatto della stampa sono stati evidenziati il baule (800/3000 litri), con la soglia di carico bassa e con assenza di dislivelli.
Altri pregi sono il motore (nella versione 1.5 dci) che non consuma molto pur essendo silenzioso e veloce e il prezzo di vendita.
Tra i difetti vengono rilevate mancanze nel campo della sicurezza automobilistica, l'ESP è diventato di serie da novembre 2014 ma non ci sono gli airbag per la testa.
Nel 2021 viene sostituito, sempre all'interno della famiglia Renault, dalla nuova generazione del Renault Express cambiando marchio ma conservando lo stesso stile. La versione Express Van è disponibile in Italia mentre la versione Express "passeggeri" è destinata al mercato est europeo.

## Motorizzazioni
Le motorizzazioni a benzina sono:
- 1.6 litri con 82 cavalli, 61 kilowatt con velocità massima di 159 km/h e 0-100 in 14,3 secondi.
- 1.2 (turbo benzina) tce da 115 cavalli, 84 kilowatt con velocità massima di 175 km/h e 0-100 in 10,7 secondi.

Le motorizzazioni diesel sono: 
- 1.5 dCi (turbo diesel) da 75 cavalli, 55 kilowatt con velocità massima di 150 km/h e 0-100 in 15,9 secondi.
- 1.5 dCi (turbo diesel) da 90 cavalli, 66 kilowatt con velocità massima di 162 km/h e 0-100 in 13,9 secondi.

## Versioni derivate

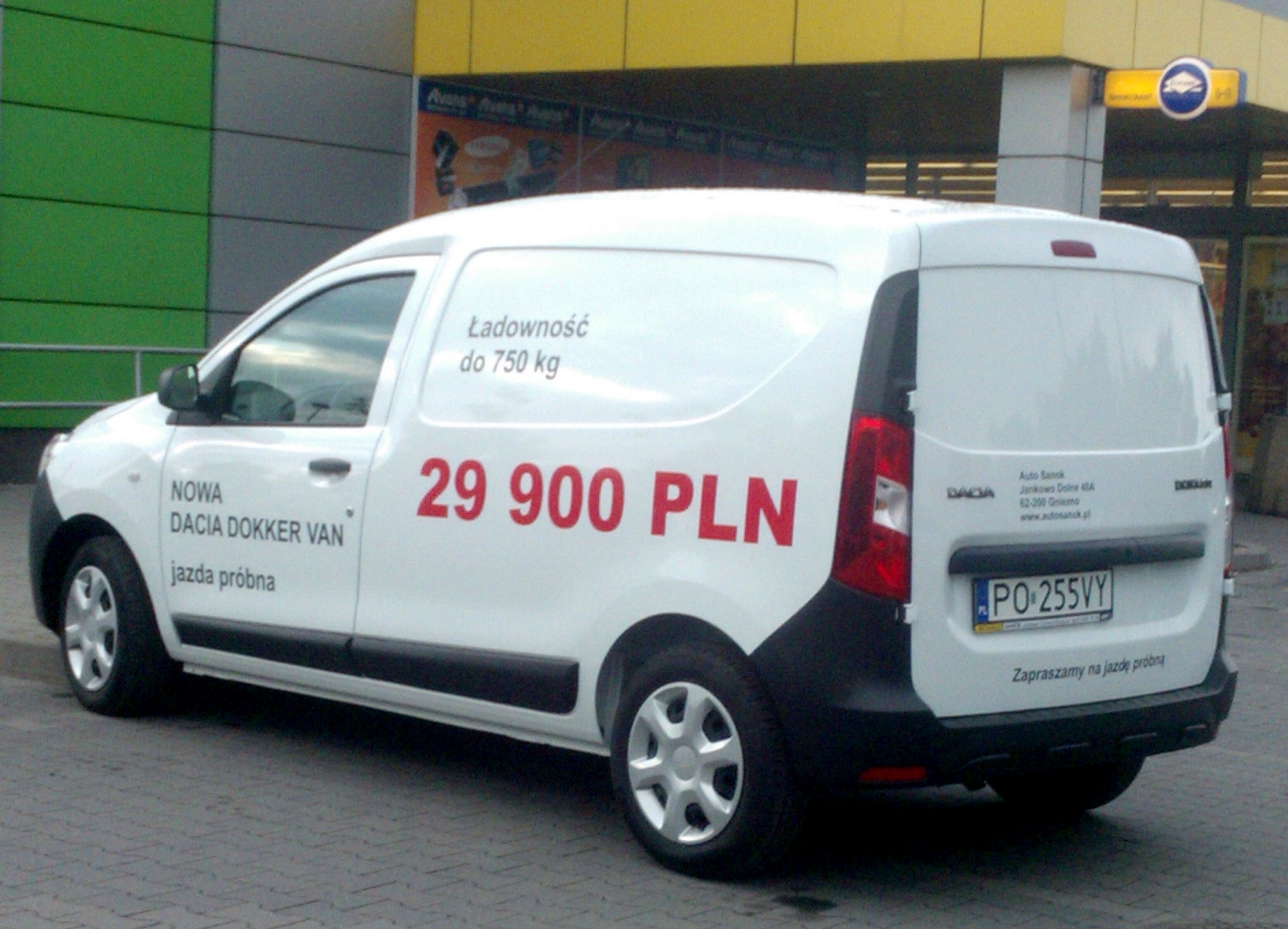
La versione Van

Su alcuni mercati e in collaborazione con alcune aziende esterne specializzate, Dacia ha messo in vendita anche una versione pick-up del modello, realizzata ad esempio in Francia con la Kollè e in Italia con Focaccia Group.
Sempre su alcuni mercati è spesso marchiata Renault. È stata in vendita anche la versione van del veicolo.